# Mercamadrid

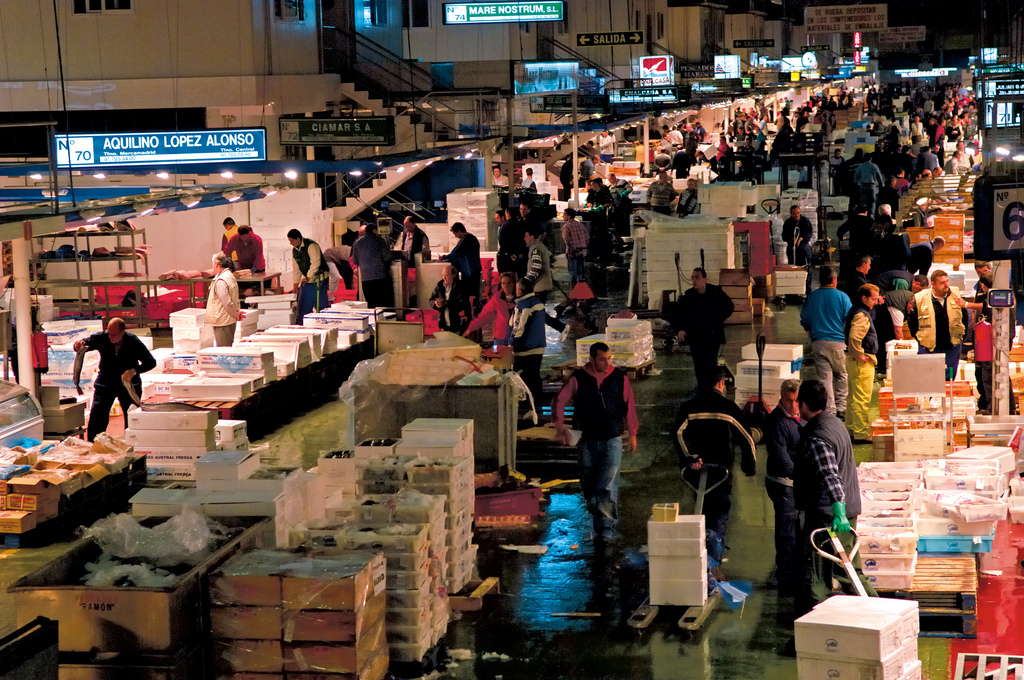
L'interno di Mercamadrid

Mercamadrid è la piattaforma di distribuzione, commercializzazione, trasformazione e logistica degli alimenti freschi più importante di Spagna e di caratura internazionale. Nasce nel 1982 a Madrid gestita come impresa mista da Mercamadrid, S.A.
Gli azionisti sono il comune di Madrid (51,13%), l'impresa pubblica statale Mercasa (48,63%), dipendente dalla società statale di partecipazioni industriali (SEPI) e dal Ministero dell'Agricoltura spagnolo e da azionisti minoritari (0.2%).

## Distribuzione della superficie
| Tipo di installazione                        | Superficie in m² |
| Mercato del pesce                            | 42.600           |
| Mercato di frutta e verdura                  | 124.400          |
| Mercato della carne                          | 32.600           |
| Area di servizi commerciali e amministrativi | 32.600           |
| Servizi e magazzino                          | 31.450           |
| Parcheggi e vie                              | 471.968          |
| Zone verdi                                   | 263.452          |
| Usi interni                                  | 34 950           |
| C.T.M.                                       | 228.950          |
| Ampliamento Mercamadrid                      | 453.492          |
| Totale                                       | 2.215.060        |